# Mélanie Lipinska
Mélanie (ou Mélina) Lipinska est une médecin franco-polonaise et historienne des femmes en médecine, née le 1er janvier 1865 à Varsovie, et morte le 27 juin 1933 à Katowice. Elle est lauréate de l'Académie de médecine de Paris. Elle est connue pour ses contributions en tant qu'historienne des femmes médecins, et notamment sa  thèse Histoire des femmes médecins, soumise en 1900.

## Biographie

### Origines et formation
Mélanie Lipinska est née à Varsovie, en Pologne. Atteinte de cécité durant tout le temps de sa contribution à la recherche scientifique, elle a passé une grande partie de sa vie adulte en France où elle a fréquenté l'école de médecine de l'Université de Paris, à la suite d'un premier temps de formation de médecin dans des hôpitaux polonais. Elle a ensuite poursuivi sa formation dans les hôpitaux de Paris. Durant cette période d'apprentissage, Lipinska a travaillé en étroite collaboration avec Josephine Joteyko, médecin et physiologiste, l'une des premières femmes à devenir médecin en Pologne.

### Contributions scientifiques
En 1900, Mélanie Lipinska rédige sa thèse pour obtenir son doctorat de médecine. Sa thèse comprend notamment un commentaire des écrits médicaux de sainte Hildegarde, dont les travaux sont considérés comme une étude exhaustive des techniques de diagnostic de son époque, fondées essentiellement sur des principes holistiques associant l'idée de guérison spirituelle à la guérison physique. Lipinska considérait l'écriture d'Hildegarde comme la plus remarquable de son temps. La contribution la plus importante de Lipinska à la communauté scientifique consiste en ses écrits sur les femmes médecins, qui lui valent la considération d'historienne.
Lipinska poursuit ensuite sa carrière aux États-Unis : après un passage à New York, elle se rend en Californie pour mener des recherches sur la cécité pour le compte de l'American Society of the Blind.

## Reconnaissance scientifique
Durant son séjour à l'Université de Paris, Mélanie Lipinska reçoit le prix Victor Hugo, attribué à la meilleure rédaction quinquennale de nature médicale. Le prix lui a été attribué pour sa thèse intitulée Histoire des femmes médecins, et lui valut une récompense de 100 francs.

## Publication
- Histoire des femmes médecins, depuis l’Antiquité jusqu'à nos jours, Paris, Librairie G. Jacques et Cie, 1900, 600 p. (lire en ligne)